# Anna Göldi
Anna Göldi (auch Göldin, weibliche Form; * 24. Oktober 1734 in Sennwald, heute im Kanton St. Gallen; † 13. Junijul. / 24. Juni 1782greg. in Glarus) war eine der letzten Frauen, die in Europa der Hexerei beschuldigt und hingerichtet wurden. Es war die letzte legale Hexenhinrichtung und rief europaweit Empörung hervor.

## Leben
Göldi stammte aus armen Verhältnissen und arbeitete als Dienstmagd. Sie gebar nachweislich zwei Kinder. Das erste starb kurz nach der Geburt. Anna Göldi wurde darauf wegen Kindsmordes verurteilt und bestraft. Das zweite Kind stammte von ihrem Dienstherrn Zwicky in Mollis. Das ausserehelich gezeugte Kind kam in Strassburg zur Welt und wurde in fremde Obhut gegeben. Über das weitere Schicksal dieses Kindes ist nichts bekannt. In Fachkreisen ist umstritten, ob es noch ein drittes Kind gab, da der Eintrag im Taufbuch Zweifel aufkommen lässt.
Anna Göldi arbeitete später als Magd beim Glarner Arzt, Ratsherrn, Richter und Regierungsrat Johann Jakob Tschudi. Tschudi entstammte einer der reichsten und einflussreichsten Familien des protestantischen Kantons Glarus.
Hier soll sie dann mehrmals Stecknadeln in die Milch einer Tochter Tschudis gezaubert haben. Ausserdem soll die Tochter nach Aussagen von Angehörigen der Familie Tschudi mehrfach Nägel gespuckt haben. Wegen Verzauberung der Tschudi-Tochter wurde Anna Göldi daraufhin der Hexerei beschuldigt und angeklagt. Die Hintergründe für die Anklage dürften aber eher mit einer Affäre mit ihrem Dienstherrn Tschudi in Zusammenhang stehen. Zudem war Anna Göldi gut bekannt mit dem Schwager der Familie Tschudi, Ruedi Steinmüller. Dieser war vermögend und vermutlich in einen Erbschaftsstreit mit der Familie Tschudi geraten. Auch er wurde beschuldigt und als Mittäter inhaftiert.
Im anschliessenden Gerichtsprozess gab Göldi unter Folter zu, die Kräfte des Teufels zu nutzen. Auch Steinmüller sollte unter Folter seine Aussage machen. Er erhängte sich jedoch in der Nacht vom 11. zum 12. Mai 1782. Sein Suizid wurde als Schuldeingeständnis betrachtet, sein Vermögen beschlagnahmt.

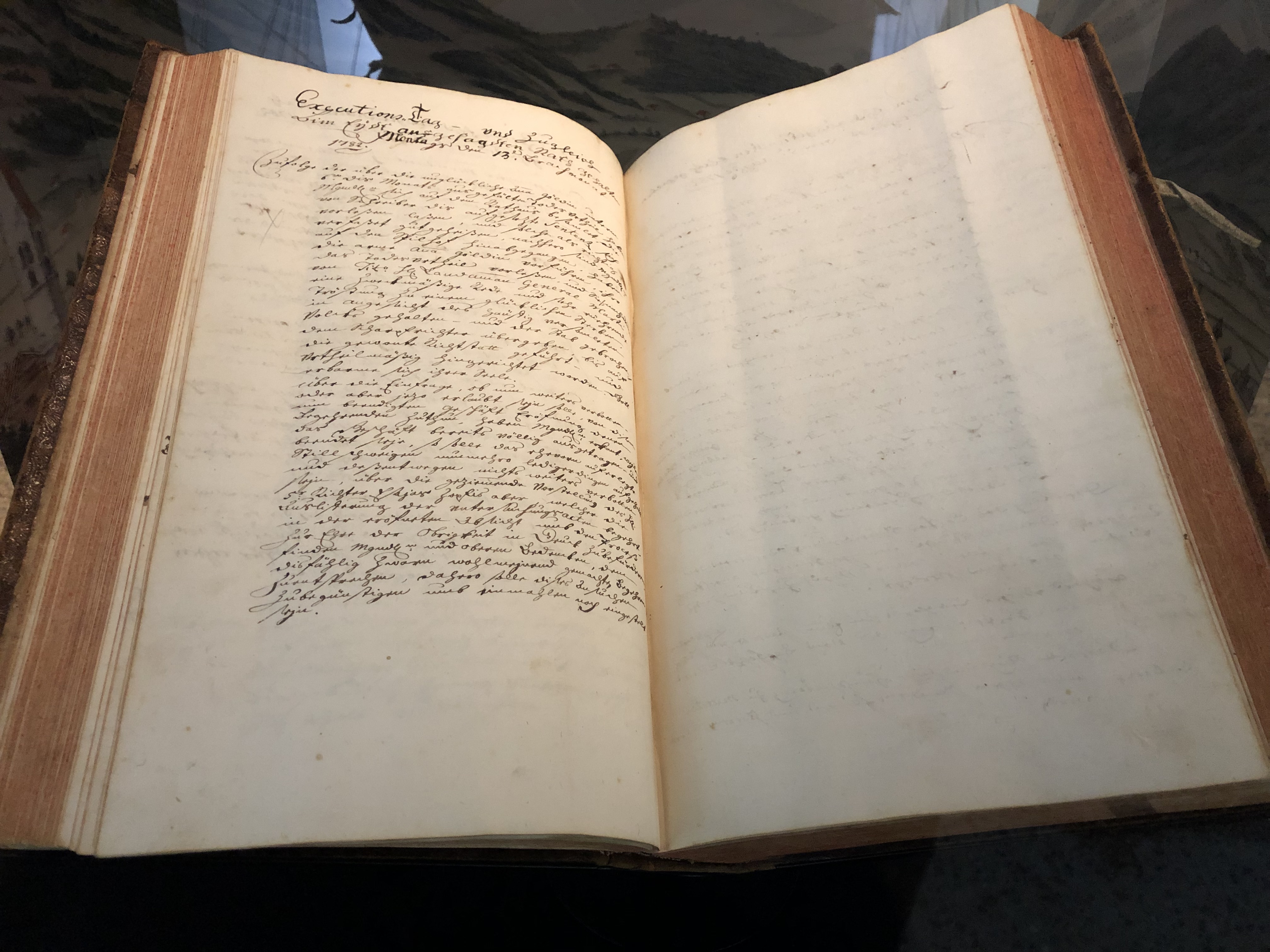
Beschreibung der Exekution (Landesarchiv Kanton Glarus)

Der Evangelische Rat von Glarus verurteilte Anna Göldi am 6. Juni 1782 zum Tod durch das Schwert. Das Urteil wurde am 13. Juni vollstreckt. Da Anna Göldi keine Glarnerin war (Sennwald gehörte zur Herrschaft Sax-Forstegg, einer zürcherischen Landvogtei), galt sie als fremdländische Person. Die Gerichtsbarkeit lag somit eigentlich bei einem gemeinen Gericht, welches paritätisch aus katholischen und reformierten Personen zusammengesetzt war. Das Urteil war somit nicht rechtmässig.
Der Hexenprozess sorgte trotz Pressezensur in der Schweiz und in Deutschland für Aufruhr und wurde von August Ludwig von Schlözer als Justizmord bezeichnet. Der Journalist Heinrich Ludwig Lehmann publizierte den Fall, Wilhelm Ludwig Wekhrlin kritisierte die Verurteilung ebenfalls. Der Gerichtsschreiber, Johann Melchior Kubli, gab die streng geheimen Akten heraus. Erst im Jahr 2007 konnte dies aufgrund Lehmanns Tagebucheintragungen bewiesen werden, die Walter Hauser während seiner Recherchen zu Justizmord an Anna Göldi ans Licht brachte. Da über den Prozess Geheimhaltung verhängt wurde, hätte Kubli ebenfalls die Todesstrafe gedroht, wenn man ihn als Informanten überführt hätte. Er hatte sich bereits während des Prozesses für Anna Göldi eingesetzt.
Im Urteil wurden die Begriffe «Hexe» und «Hexerei» vermieden. Göldi wurde als Giftmörderin verurteilt. Ihr Fall war auch nicht der letzte derartige in Europa; 1811 wurde Barbara Zdunk unter ähnlichen Umständen unter dem Vorwand der Brandstifterei hingerichtet. Dass diese wegen Hexerei hingerichtet wurde, ist jedoch sehr unwahrscheinlich, da Hexerei in Preussen zu der Zeit kein Straftatbestand war. Die letzten bekannten Hinrichtungen für Hexerei in Europa fanden 1793 in Posen (damals in Preussen) statt.

## Steckbrief

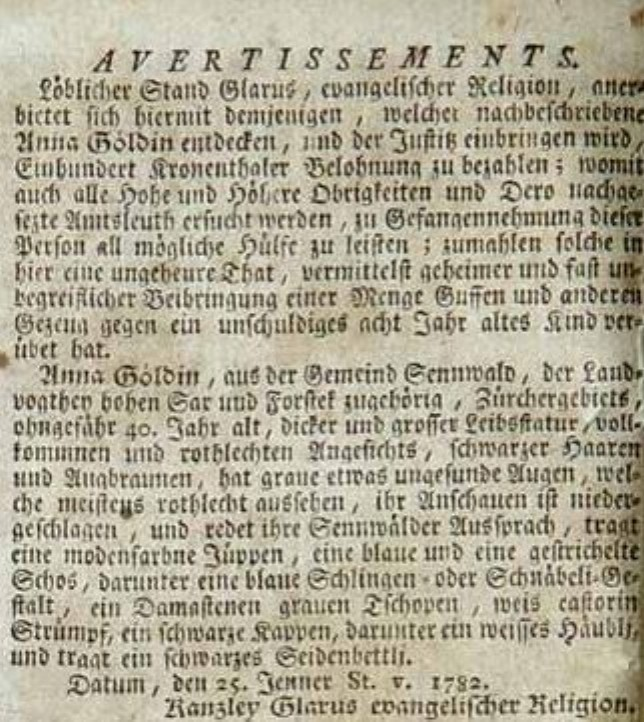
Steckbrief, Zürcher Zeitung vom 9. Februar 1782

In der Zürcher Zeitung erschien am 9. Februar 1782 ein vom Kanton Glarus als Inserat aufgegebener Steckbrief, mit dem Anna Göldi gesucht wurde:
«Löblicher Stand Glarus, evangelischer Religion, anerbietet sich hiermit demjenigen, welcher nachbeschriebene Anna Göldin entdecken, und der Justitz einbringen wird, Einhundert Kronenthaler Belohnung zu bezahlen; womit auch alle Hohe und Höhere Obrigkeiten und Dero nachgesezte Amtsleuth ersucht werden, zu Gefangennehmung dieser Person all mögliche Hülfe zu leisten; zumahlen solche in hier eine ungeheure That, vermittelst geheimer und fast unbegreiflicher Beibringung einer Menge Guffen [Stecknadeln] und anderen Gezeug gegen ein unschuldiges acht Jahr altes Kind verübet hat.
Anna Göldin, aus der Gemeind Sennwald, der Landvogthey hohen Sax und Forstek zugehörig, Zürchergebiets, ohngefähr 40. Jahr alt, dicker und grosser Leibsstatur, vollkommnen und rothlechten Angesichts, schwarzer Haaren und Augbraunen, hat graue etwas ungesunde Augen, welche meistens rothlecht aussehen, ihr Anschauen ist niedergeschlagen, und redet ihre Sennwälder Aussprach, tragt eine modenfarbne Jüppen, eine blaue und eine gestrichelte Schos, darunter eine blaue Schlingen- oder Schnäbeli-Gestalt, ein Damastenen grauen Tschopen, weis castorin Strümpf, ein schwarze Kappen, darunter ein weisses Häubli, und tragt ein schwarzes Seidenbettli.
Datum, den 25. Jenner St. v. 1782.
Kanzley Glarus evangelischer Religion.»

## Aufarbeitung
Der Glarner Autor und Jurist Walter Hauser stellt in seinem Buch Anna Göldi – geliebt, verteufelt, enthauptet. Der letzte Hexenprozess und die Entdämonisierung der Frau (Limmat Verlag, Zürich 2021) den Fall Anna Göldi erstmals ausführlich in den Zusammenhang mit dem Bayerischen Hexenkrieg und dem Konflikt um den Priester und Exorzisten Johann Joseph Gassner (1727–1779), der in der Spätaufklärung den Teufelsglauben neu entfacht hat und durch seine Wunderkuren sowohl in katholischen wie auch in protestantischen Kreisen enormes Aufsehen erregte. Die letzten drei Hexenprozesse im christlichen Europa, 1775 der Hexenprozess gegen Anna Maria Schwägelin im süddeutschen Kempten, 1779 der letzte bündnerische Hexenprozess in Tinizong am Julierpass gegen Maria Ursula Padrutt und der Göldi-Prozess 1782 in Glarus, waren stark von diesem am Ende der Aufklärung neu entflammten Satansglauben geprägt.
Zur Präzision ist festzuhalten: Johann Joseph Gassner trifft direkt keine Schuld an den letzten drei Hexenprozessen. Gassner war im Gegensatz etwa zu Heinrich Kramer 300 Jahre zuvor kein Hexenjäger und war auch nicht an den Hexenprozessen in Kempten, Tinizong und Glarus beteiligt. Er war kein Befürworter von Gewalt. Hingegen ist zu betonen, dass der von Gassner mitverantwortete Teufelsglaube am Ende der Aufklärung den Nährboden bildete für die letzten drei Hexenprozesse. Dass der bayrische Hexenkrieg und der Gassner-Konflikt im Zusammenhang mit den drei letzten Hexenprozessen stehen, ist die vorherrschende Meinung in Fachkreisen. Das Standardwerk über die späten Hexenprozesse (Bielefeld 2016) setzt sich ausführlich damit auseinander und beschreibt die Zusammenhänge im Detail.
Dem Hexenprozess gegen Anna Göldi ging, wie von Walter Hauser ausführlich geschildert wird, eine ungeklärte Privataffäre zwischen der Magd aus Sennwald und ihrem Dienstherrn Tschudi voraus. Beiden wurde «verbotener fleischlicher Umgang», wie aussereheliche Beziehungen hiessen, vorgeworfen. Das war damals eine strafbare Handlung, die Amtsunfähigkeit zur Folge hatte und deshalb Tschudi als Richter und Ratsherrn in Bedrängnis brachte. Gerüchteweise hiess es sogar, Anna Göldi sei von ihm schwanger. Tschudi drehte den Spiess jedoch um, stellte sich selber als Opfer dar und machte Anna Göldi zur Täterin. Er erhob gegen sie den Vorwurf, sie habe sein Kind, die achtjährige Annamiggeli Tschudi, mit «übernatürlicher Kunstkraft» verzaubert, so dass das Kind über 100 Gufen, Stecknadeln, ausgespuckt habe. Darum setzte er alles daran, Anna Göldi, die vorübergehend auf der Flucht war, zu verhaften und vor heimischem Gericht in Glarus zur Rechenschaft zu ziehen. Der Angeklagten erst recht zum Verhängnis wurde, dass sie das Kind – so der Vorwurf – auf wundersame Weise, mithilfe des Teufels, geheilt haben soll. Die von der Familie Tschudi verfolgte Strategie der «Opferbeschuldigung» ging auf. Der Evangelische Rat, dem Tschudi selbst angehörte, entlastete ihn vom Vorwurf des «verbotenen fleischlichen Umgangs» und liess Anna Göldi als «Vergifterin», wie es im Urteil offiziell hiess, hinrichten. Wie im letzten deutschen Hexenprozess 1775 in Kempten wurden auch im Prozess gegen Anna Göldi in Glarus Ausdrücke wie «Hexerei» oder «Hexe» vermieden, um kein Aufsehen zu erregen. Wie Wolfgang Behringer in seinem Standardwerk über späte Hexenprozesse (2016) erläutert, waren diese Begriffsverschleierungen im Urteil typisch für Hexenprozesse des 18. Jahrhunderts.
Zu den grossen Mysterien des Göldi-Falles gehört das «Gufenspucken» des angeblich von Anna Göldi verzauberten Kindes Annamiggeli Tschudi. Dieses Krankheitsphänomen tauchte erstmals im grossen Stil im ostdeutschen Annaberg in den Jahren 1712 bis 1720 auf und stand im Mittelpunkt eines der berühmtesten deutschen Hexenprozesse, der sich über Jahre hinzog und durch Anschuldigungen des protestantischen Pfarrers immer wieder von neuem aufflammte. Zahlreiche Bewohner der Kleinstadt im sächsischen Erzgebirge waren angeblich vom Teufel besessen und litten unter Krankheiten wie Gufenspucken, die auf natürliche Weise nicht zu erklären waren und deshalb als Annaberger Krankheit in die Geschichte eingingen. Auch der Churer Teufelsaustreiber Johann Joseph Gassner, der die letzten drei Hexenprozesse in Europa stark inspirierte, befasste sich in seiner berühmten Schrift «Nützlicher Unterricht wider den Teufel zu streiten» (1774) mit dieser Krankheit und nannte Beispiele von Menschen, bei denen allerlei Fremdgegenstände wie Nadeln, Messer und Scheren aus Körperöffnungen wie Mund und Ohr ausgetreten seien. Für den erzkonservativen Geistlichen Johann Joseph Gassner und wenige Jahre später auch für die Ankläger im Fall von Anna Göldi waren das klare Beweise dafür, dass der Teufel kein Hirngespinst sei, sondern real und leibhaftig existiert. Das war zugleich die Erklärung dafür, dass die wegen Hexerei angeklagten Frauen mit dem Teufel im Bund standen.
«Hexen» wurden in früheren Zeiten typischerweise mit dem Feuertod bestraft. Anna Göldi wurde jedoch entgegen einer heute noch verbreiteten Meinung nicht verbrannt. Das lag daran, dass im 18. Jahrhundert Enthauptungen mit dem Schwert die übliche Art der Hinrichtung geworden waren und die Verbrennungsstrafe hierzulande nicht mehr angewendet wurde. Wie Recherchen der Anna-Göldi-Stiftung in den letzten Jahren ergaben, stellte sich die Rekrutierung geeigneter Scharfrichter im Fall Göldi als schwierig heraus. Es gab wegen stark rückläufiger Todesurteile zu wenig qualifiziertes Personal. Darum wurden in diesem protestantischen Verfahren zwei katholische Scharfrichter aus dem St. Gallischen sowohl für die Folter wie auch für die Exekution beigezogen: Franz Leonhard Volmar von Fischhausen bei Kaltbrunn (1734–1785) und Johann Jakob Volmar aus Wil (1749–1808), der im Hauptberuf Arzt und Chirurg war. Das mutmassliche Original des Richtschwertes von Volmar ist heute im Besitz des Henkersmuseums in Sissach, ein Duplikat ist im Anna Göldi Museum in Glarus ausgestellt.
Der promovierte Prozessrechtler Hauser befasst sich in seinem Anna-Göldi-Buch von 2021 detailliert mit den juristischen Aspekten der Hexenprozesse und ordnet diese als Justizmorde ein, die von zumeist staatlichen Gerichten mit dem Segen der Kirche begangen wurden. Darüber hinaus waren es gemäss Hauser Femizide, die sich spätestens nach dem im Jahr 1486 von Dominikanerpater Heinrich Kramer alias Institoris (geboren um 1430, gestorben 1505) veröffentlichten Hexenhammer systematisch gegen das weibliche Geschlecht richteten. Frauen galten nach der damals vorherrschenden christlichen Ideologie als besonders empfänglich für die Verlockungen des Teufels, Hexerei und Magie wurden über Jahrhunderte hinweg als typisch weibliche Delikte angesehen und mit dem Tode bestraft. Zwar gab es erhebliche regionale Unterschiede, in Deutschland etwa wurden Hexenprozesse auch gegen politische Gegner geführt. Doch wie aktuelle Untersuchungen in der heutigen Deutschschweiz zeigen, betrug der Anteil der betroffenen Frauen rund 95 Prozent. Erst am Ende der Neuzeit endete die von religiösem Fanatismus geprägte Hexenverfolgung im christlichen Europa. Zwar gab es damals noch keine Frauenrechte, die Frauen wurden weder rechtlich noch gesellschaftlich aufgewertet. Aber es war trotzdem ein Meilenstein in der Geschichte des weiblichen Geschlechts. Die Frau konnte sich im christlichen Europa von ihrer Jahrhunderte langen Kriminalisierung und Dämonisierung, von ihrem Stigma als natürliche Verbündete des Teufels, befreien.
Das von Buchautor Walter Hauser bereits vor 2006/2007 in Deutschland sichergestellte Stammbuch, eine Art Reise- und Fluchttagebuch des Journalisten Heinrich Ludwig Lehmann (1754–1828), befindet sich heute im Besitz der Anna-Göldi-Stiftung in Glarus und kann im Anna Göldi Museum unter Sicherheitsauflagen besichtigt werden. Die Familie Lehmann in Zweibrücken, Rheinland-Pfalz, hat dieses einmalige Fundstück, in das sich alle Hauptfiguren des Göldi-Prozesses mit ihrer eigenen Handschrift eingetragen haben, der Göldi-Stiftung in Glarus im Jahr 2020 geschenkt. Der aus Detershagen bei Magdeburg stammende und als Privatlehrer bei Aristokratenfamilien im Bündnerland tätige Lehmann hatte als erster Journalist kurz nach dem Göldi-Prozess in Glarus den mysteriösen Gerichtsfall recherchiert und in einer Schrift über den «berüchtigten Hexenhandel zu Glarus» ins Rollen gebracht. Damit machte er sich zum Landesverräter und wurde steckbrieflich gesucht. Wie aus dem Stammbuch hervorgeht, flüchtete Lehmann über St. Gallen, Zürich, Neuenburg (das damals zu Preussen gehörte) bis nach Genua, um sich der Verhaftung durch die glarnerischen Behörden zu entziehen.
Ebenfalls beweist das Stammbuch, dass Gerichtsschreiber Johann Melchior Kubli (1750–1835) dem deutschen Journalisten Lehmann unter Todesgefahr geheime Akten des Hexenprozesses anvertraut hatte. Kubli war also ein Whistleblower, wie wir heute sagen würden. Das Stammbuch war aus damaliger Sicht ein Corpus Delicti, ein Beweisstück für Landesverrat. Nur zwei Jahre vor dem Göldi-Prozess wurde in Zürich Pfarrer Johann Heinrich Waser (1742–1780) wegen desselben Delikts, wegen Herausgabe angeblich geheimer Staatsdokumente an die deutsche Presse, hingerichtet. Heute ist das Stammbuch von Lehmann nicht nur ein eindrückliches Zeugnis für eine der grössten Pionierleistungen im Kampf um die schweizerische Pressefreiheit, sondern auch für einen der ersten Whistleblowing-Fälle in Europa.
Der Göldi-Prozess hinterliess auch im späteren öffentlichen Wirken von Johann Melchior Kubli, dem «Verräter» und Whistleblower des Hexenprozesses, sichtbare Spuren. Während der Helvetik setzte er sich als Senatsabgeordneter für die Abschaffung der Folter und der Todesstrafe ein und legte im Jahr 1800 einen der ersten gesamtschweizerischen Verfassungsentwürfe vor. Er wurde nach seinem Umzug nach Quinten an den Walensee im Jahr 1815 sogar noch Regierungsrat des neu gegründeten Kantons St. Gallen und machte sich landesweit einen Namen als Justizreformer. Wie auch Nicole Lieberherr in ihrer Kubli-Biografie schreibt, gehörte der überzeugte Demokrat zu den Wegbereitern des schweizerischen Verfassungsstaates des 19. Jahrhunderts.

## Rezeption

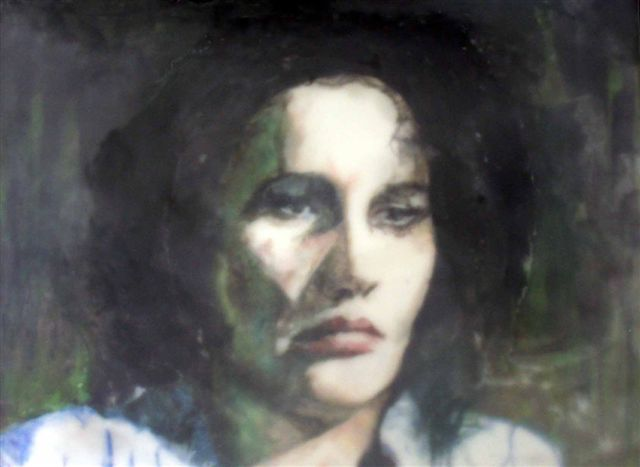
Nachempfundenes Porträt Anna Göldis von Patrick Lo Giudice. Das Bild im Anna-Göldi-Museum im Hänggiturm in Glarus/Ennenda ist orientiert an der Titelfigur des Films Anna Göldin – Letzte Hexe von 1991.

Der Schriftsteller Kaspar Freuler veröffentlichte 1945 den Roman Anna Göldi. Die letzte Hexe der Schweiz, der mehrere Auflagen mit insgesamt über 30'000 Exemplaren erlebte und Freulers bekanntestes Werk wurde. 1948 veröffentlichte er ferner ein gleichnamiges Schauspiel nach dem Roman.
1982 veröffentlichte Eveline Hasler den Tatsachenroman Anna Göldin, letzte Hexe. 1991 drehte Gertrud Pinkus die Filmbiografie Anna Göldin – Letzte Hexe mit Cornelia Kempers in der Titelrolle. Anlässlich des 225. Todestags von Anna Göldi wurde am 22. September 2007 das Anna-Göldi-Museum in Mollis eröffnet. Diese Ausstellung wurde 2014 beendet.
Im Jahr 2017 kam die Geschichte von Anna Göldi als Musical auf die Bühne. Die Musik dazu schrieben Robert D. C. Emery und Moritz Schneider. Das Buch stammt von Mirco Vogelsang. Die Uraufführung von Anna Göldi – das Musical fand am 7. September 2017 in der Halle 1 des SIG Areals in Neuhausen am Rheinfall statt.
Initiiert von der Anna-Göldi-Stiftung wurde am 20. August 2017 ein neues Anna-Göldi-Museum im Hänggiturm, einem historischen Bau, in Ennenda/Glarus eröffnet. Das Anna Göldi Museum gehört heute zu den bedeutendsten kulturellen Sehenswürdigkeiten der Region und zieht jährlich Tausende von Besuchern an. Es gilt zugleich als Vorzeigemodell für eine lebendige Erinnerungskultur, die sich auch mit aktuellen Menschenrechtsfragen auseinandersetzt.
Der Jurist und Publizist Walter Hauser hat das Thema über Jahre hinweg recherchiert und Sachbücher dazu veröffentlicht. In Der Justizmord an Anna Göldi (2007) und Anna Göldi – Hinrichtung und Rehabilitierung (2013) legte er neue bis dahin unbekannte Dokumente vor (Stammbuch des deutschen Journalisten Lehmann). Im Buch Anna Göldi – geliebt, verteufelt, enthauptet. Der letzte Hexenprozess und die Entdämonisierung der Frau (2021) fasst er aufgrund seiner jahrelangen Recherchen neu gewonnene Erkenntnisse zusammen (z. B. Debatte um den Exorzisten Johann Joseph Gassner, Gufenspucken als Phänomen der Annaberger Krankheit, neue Details zum Whistleblowing-Aspekt, Einordnung des Göldi-Prozesses als Femizid usw.).
Am 13. Juni 2014 wurde in Glarus ein Mahnmal zu Anna Göldi errichtet. Vom Gerichtsgebäude strahlt aus zwei runden Fenstern im Dachgeschoss ein Licht in die Dunkelheit. Unten erinnert eine Tafel an den Hexenprozess von Glarus samt Anweisung in bestem Glarnerdeutsch: «Dett obe schiint es Liecht». Das Mahnmal wurde von dem Basler Künstlerpaar Hurter-Urech konzipiert.

## Rehabilitation
Die Rehabilitierung von Anna Göldi kam im Frühjahr 2007 durch das vom Glarner Juristen und Journalisten Walter Hauser veröffentlichte Buch Der Justizmord an Anna Göldi ins Rollen. Wie Hauser darin ausführte, hat die Justiz die Aufgabe, Menschen vor Unrecht zu schützen. Im Fall Göldi hätten jedoch die damaligen Machtträger Staat und Kirche die Justiz dazu missbraucht, eine zur Bedrohung gewordene Frau zu eliminieren, für immer zum Schweigen zu bringen. Hauser forderte deshalb vom Regierungsrat und von der protestantischen Landeskirche des Kantons Glarus, sie sollten Anna Göldi zum 225-Jahr-Gedenken in einem symbolischen Akt für unschuldig erklären und ihr damit die Ehre zurückgeben, die ihr durch staatliche Willkür entrissen worden war. In seinem Buch wies Walter Hauser darauf hin, dass das Todesurteil schon nach damaligen Massstäben als Willkür eingestuft worden sei und auch vor dem Recht des alten Landes Glarus in keiner Weise standgehalten habe. Gemäss Hauser fehlte jegliche Rechtsgrundlage für eine Verurteilung der Angeklagten. Hexerei und Zauberei waren im 18. Jahrhundert keine gültigen Straftatbestände mehr und waren vor dem Fall Anna Göldi im Land Glarus auch nie zur Anwendung gekommen.
Im März 2007 lehnten sowohl die Glarner Kantonsregierung als auch der reformierte Kirchenrat eine Rehabilitation Anna Göldis anlässlich ihres 225. Todestages ab, weil sie im Bewusstsein der Glarner Bevölkerung bereits rehabilitiert sei. Zwar handle es sich um ein Fehlurteil, aber dieses lasse sich nicht wiedergutmachen. «Schuldige gibt es keine mehr, nicht einmal eine direkte Nachfolgebehörde des urteilenden Gremiums», schrieb der Regierungsrat.
Die Sache schien damit bereits abgehakt, als eine überraschende Wende eintrat und der damalige Landrat und Ständerat Fritz Schiesser (FDP) am 8. Juni 2007 dem Landrat, dem Kantonsparlament, eine Motion einreichte und darin die Rehabilitierung von Anna Göldi forderte. Mitunterzeichnet war der parlamentarische Vorstoss von Mitgliedern aus allen im Landrat vertretenen Parteien. Trotzdem hielten der Regierungsrat und die protestantische Landeskirche an ihrem ablehnenden Standpunkt fest.
Der Rehabilitierungsvorstoss löste in der Öffentlichkeit heftige Debatten aus und wurde vom Glarner Landrat am 7. November 2007 kontrovers diskutiert. Der landesweit bekannte Politiker Schiesser, Urheber der Motion, trat vor dem Parlament als Wortführer auf. Vergangenes Unrecht könne man nicht ungeschehen machen, sagte er. «Doch was uns heutigen Zeitgenossen möglich ist, sollten wir tun.» Die Motion wurde mit 37 zu 29 Stimmen, also gegen starke Widerstände, überwiesen. Abgelehnt wurde ein Antrag, der die Rehabilitierung von einer wissenschaftlichen Untersuchung abhängig machen wollte. Man wisse zu wenig über den Fall. Der Verstoss gegen damaliges Recht sei zu wenig klar erwiesen, lautete die Begründung der Skeptiker. Aufgrund der Gutheissung der Motion mussten der Regierungsrat und die evangelisch-protestantische Landeskirche des Kantons Glarus ihre ablehnende Haltung aufgeben und einlenken. Am 10. Juni 2008 beschloss der Regierungsrat, Anna Göldi 226 Jahre nach ihrer Hinrichtung vom Tatbestand der «Vergiftung» zu entlasten. Zugleich stellte die Regierung dem Parlament den Antrag, den Prozess vom Juni 1782 als Justizmord zu bezeichnen. Diesem Antrag schlossen sich nun auch beide Landeskirchen an. Damit waren in der politischen Auseinandersetzung die Würfel gefallen. Die Landratssitzung vom 27. August 2008, an der die Rehabilitierung von Anna Göldi offiziell beschlossen wurde, war vor allem noch eine formelle Angelegenheit. Trotzdem war es ein historisches Ereignis. Es handelte sich um die erste Rehabilitierung einer sogenannten Hexe durch ein Parlament, also auf demokratischer Grundlage. Deshalb wurden die Rehabilitierungsdebatten im Glarner Rathaus auch von den nationalen und internationalen Medien aufmerksam verfolgt. Die New York Times schrieben: «Swiss Canton exonerates a woman executed as a witch». Der Zürcher Tages-Anzeiger kommentierte: Gerechtigkeit für Anna Göldi – 226 Jahre zu spät».
Für die Anna-Göldi-Stiftung war die Rehabilitierung mehr als nur ein formeller Beschluss zu einem einzelnen Unrechtsfall. Wie sie betonte, sei die Rehabilitierung von Anna Göldi Anlass, der zehntausenden von unschuldigen Menschen zu gedenken, die im christlichen Europa Opfer des Hexen- und Teufelswahns geworden waren. Zudem setze sie ein deutliches Signal im Ringen um Recht und Gerechtigkeit in der heutigen Zeit.